# 1-й Коннектикутский пехотный полк
1-й Коннектикутский пехотный полк (англ. 1st Connecticut Infantry Regiment) — один из пехотных полков армии Союза во время Гражданской войны в США. Полк был сформирован 22 апреля 1861 года сроком на 3 месяца, участвовал в первом сражении при Булл-Ран и был расформирован из-за истечения срока службы.

## Формирование
15 апреля 1861 года президент Линкольн издал прокламацию о наборе 75 000 добровольцев, а на следующий день губернатор Коннектикута Уильям Бэкингем опубликовал призыв о наборе добровольцев в штате Коннектикут. Набор шёл так быстро, что уже 16 апреля многие роты были набраны почти полностью, а рота А (капитан Джордж Бёрнам, 1-й лейтенант Джозеф Хоули, 2-й лейтенант Альберт Дрейк) была полностью укомплектована.
Первое время роты стояли на территории Йельского колледжа в Нью-Хэйвене, но затем переместились в лалерь на западной окраине города.
Полк был сформирован 22 апреля 1861 года в Хартфорде усилиями полковника Даниеля Тайлера. Тайлер стал его первым командиром; подполковником стал Джордж Бёрхам, майором Джон Чатфилд. Восемь рот полка получили винтовки Спрингфилда, а две фланговые роты получили винтовки Шарпса.

## Боевой путь

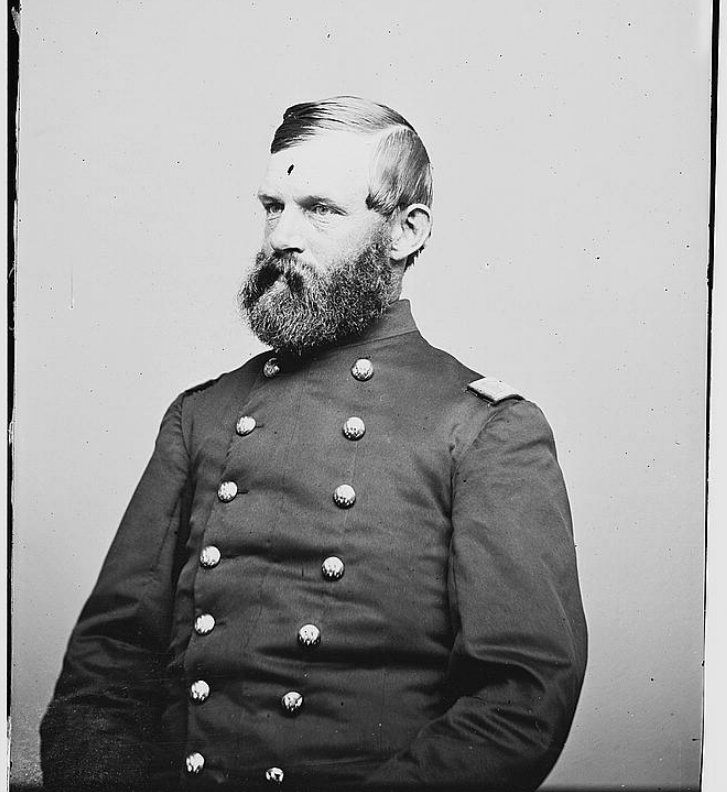
Полковник Джордж Бёрнхам

10 мая полк покинул штат на пароходе Bienville и отправился в Вашингтон. В этот день полковник Тайлер получил звание бригадного генерала и передал полк подполковнику Бёрнаму, который был повышен в звании до полковника. Чатфилд стал подполковником, а капитан Спидель получил звание майора. 13 мая полк прибыл в Вашингтон и был включён в группу войск департамента генерала Мансфилда. Он был размещён в лагере Кэмп-Коркоран.
31 мая подполковник Чатфилд покинул полк и возглавил 3-й Коннектикутский пехотный полк. Майор Спидель получил звание подполковника, а капитан Теодор Биксби получил звание майора. На следующий день полк перешёл Потомак по мосту Лонг-Бридж и встал в Роах-Миллс, сменив на этой позиции 12-й Нью-Йоркский пехотный полк.
В июне полк был введён в бригаду Эразмуса Киза, в составе дивизии Тайлера.
16 июня 1861 года началась Манасасская кампания. Полк наступал в авангарде армии на Вьенну, и был вместе с 2-м Коннектикутским полком развёрнут в стрелковое охранение колонны. 17 июня он вошёл в Фэирфакс, а 18 июня начал наступление на Сентервилл.

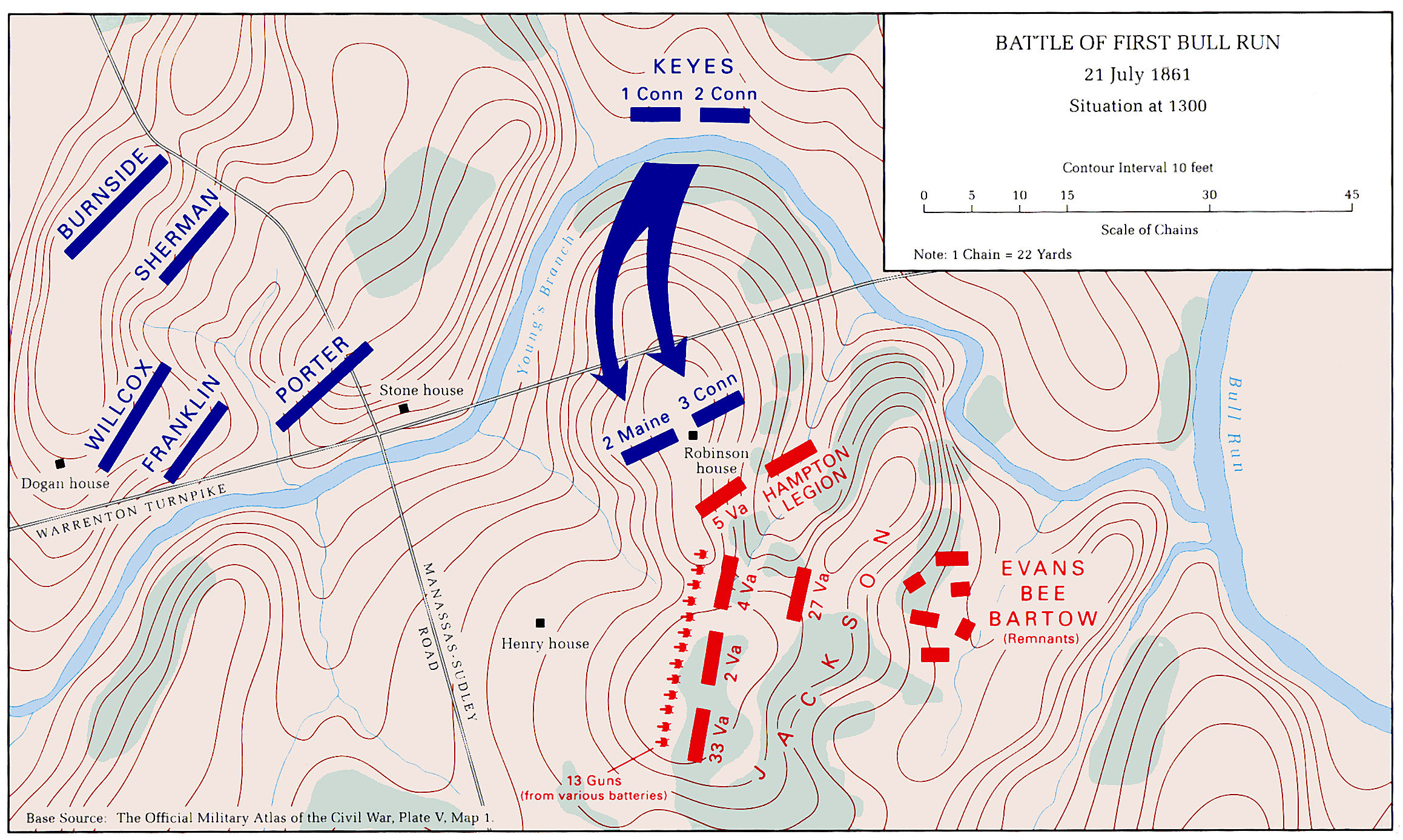
наступление бригады Киза.

21 июля началось Первое сражение при Булл-Ран. Бригада Киза шла по Уоррентонской дороге за бригадой Шермана, перешла Булл-Ран по Каменному мосту и в 12:30 встала на высотах севернее Уоррентонской дороги, фронтом на юг, в направлении холма Генри. Дивизионный командир Тайлер заметил орудия Джексона на холме Генри и приказал Кизу захватить их. Киз не понял, что перед ними самое слабое место обороны противника, поэтому послал в наступление только два полка: 2-й Мэнский и 3-й Коннектикутский.
Киз писал в рапорте, что 1-й Коннектикутский полк также отбил атаку пехоты и кавалерии противника. Бригада сохраняла порядок и не впадала в панику, пока не началось общее отступление армии. Киз тоже получил приказ отступать и бригада начала отход в полном порядке, но перейдя реку, смешалась с другими отступающими частями армии.
22 июля в 09:00 полк встал лагерем в Фоллс-Чёрч. В этот день истекли его сроки службы, но полк остался в лагере ещё на один день. 27 июля он отправился обратно в Нью-Хэйвен, где 31 июля был расформирован.